# Лидс (Северна Дакота)
Лидс (енгл. Leeds) град је у америчкој савезној држави Северна Дакота.

## Демографија
По попису из 2010. године број становника је 427, што је 37 (-8,0%) становника мање него 2000. године.
| Група             | 2000.       | 2010.       |
| Белци             | 450 (97,0%) | 416 (97,4%) |
| Афроамериканци    | 3 (0,6%)    | 0 (0,0%)    |
| Азијати           | 0 (0,0%)    | 0 (0,0%)    |
| Хиспаноамериканци | 0 (0,0%)    | 4 (0,9%)    |
| Укупно            | 464         | 427         |